# Saint-Agnant
Saint-Agnant – miejscowość i gmina we Francji, w regionie Nowa Akwitania, w departamencie Charente-Maritime.
Według danych na rok 1990 gminę zamieszkiwało 1830 osób, a gęstość zaludnienia wynosiła 81 osób/km² (wśród 1467 gmin regionu Poitou-Charentes Saint-Agnant plasuje się na 155. miejscu pod względem liczby ludności, natomiast pod względem powierzchni na miejscu 312.). Nazwa miejscowości pochodzi od imienia św. Aniana.